# Accessit
Accessit fra latin for "han er kommet nær til (målet)", er en anerkendelse af en god indsats, en slags 2. præmie, ved bedømmelsen af prisopgaver. Betegnelsen bruges stadig ved Aarhus Universitet, mens Københavns Universitet og Odense Universitet i stedet bruger sølvmedalje.